# Скалон Антон Олександрович
Антон Олександрович Скалон (14.4.1804 — 8.1.1899) — чиновник Міністерства фінансів, дійсний статський радник, камергер.

## Життєпис
Походив з дворянського роду Скалонів. Батько — підполковник (згодом, таємний радник) Олександр Антонович Скалон, мати — Ганна Петрівна Сабурова. У службу вступив в лейб-гвардії Уланський полк одразу корнетом — 2 квітня 1822 року; з 19 березня 1826 року — поручик.
Був заарештований 18 липня 1826 року за розповідь про події 14 грудня 1825 року офіцерам 3-го батальйону лейб-гвардії Ізмайловського полку. Було наказано (27 серпня 1826) «звільнити його з-під арешту і відправити як і раніше в полк на службу, з тим, щоб за поведінкою його мати таємний нагляд».
Був проведений в штабс-ротмістра 14 квітня 1829 року; 5 грудня того ж року він був звільнений від служби й оселився в своєму маєтку — у Богородському повіті? Курської губернії.
Був власником великих маєтків; у Білоколодязькому маєтку близько 1833 року був побудований перший в Харківській губернії бурякоцукровий завод, який працював за передовою технологією. З 1834 року — дійсний член Імператорського Московського товариства сільського господарства, з 1837 року& — член комітету, який спостерігає за депо насіння при цьому Товаристві, а з 1839 року — член комітету цукроварів; був нагороджений срібною медаллю товариства. Брав участь зі своєю сільськогосподарською продукцією в російських виставках.
Не пізніше 1843 року в чині колезького радника був прийнятий на цивільну службу у власну канцелярію з секретної частини Міністерства фінансів чиновником для особливих доручень. 14 травня 1845 року був проведений у статські радники. У 1846 році був удостоєний звання придворного камергера. 18 жовтня 1858 року був проведений в дійсні статські радники і потім призначений головним інспектором цукробурякових заводів з акцизною частини. Не пізніше 1870 року вийшов у відставку.
Був нагороджений орденом Святої Анни 2-го ступеня з імператорською короною (1852), орденом Святого Володимира 3-го ступеня (1861) та відзнакою відмінної служби за XXV років (1853).

## Науковий доробок
- «О заводской отчетности» («Земледельческий журнал», 1841 г., № 2, стр. 59)
- «О ходе свеклосахарного завода, устроенного в Харьковской губернии» («Записки гг. сахароваров», 1838 г.)
- «Опыт над добыванием сахара из кукурузы» (там же, 1839 г.).

## Родина
- 1-я — Віра Федорівна (1812—1844), вихованка Олександри Іванівни Муханової;
- 2-я — Олімпіада Еразмівна, уроджена Флорковська (?-1899), в першому шлюбі за князем Баратовим.

Діти:
- Олександр Антонович (1829—1866)
- Володимир Антонович (1830—1831)
- Петро Антонович (1831—1831)
- Павло Антонович (1831—1848)
- Микола Антонович (1832—1903) — генерал від кавалерії, обер-гофмейстер
- Георгій Антонович (1839—1859)
- Марія Антонівна (1849—1915) — дочка від другого шлюбу; була одружена з Федором Паліциним.